# EK Андромеды
EK Андромеды (лат. EK Andromedae) — одиночная звезда в созвездии Андромеды на расстоянии приблизительно 4113 световых лет (около 1261 парсека) от Солнца. Видимая звёздная величина звезды — +11,2m.

## Характеристики
EK Андромеды — оранжевый гигант спектрального класса K. Радиус — около 11,54 солнечных, светимость — около 63,199 солнечных. Эффективная температура — около 4790 K. Ранее считалась переменной звездой, но дальнейшие наблюдения переменности не подтвердили.